# Deschambault-Grondines
Deschambault-Grondines är en kommun i provinsen Québec i Kanada. Den ligger i regionen Capitale-Nationale, i den sydöstra delen av landet, 300 km öster om huvudstaden Ottawa. Kommunen bildades 2002 genom sammanslagning av Deschambault och Grondines.